# Les Thuiles

L'Hospitalet este o comună în departamentul Alpes-de-Haute-Provence din sud-estul Franței. În 2009 avea o populație de 89 de locuitori.